# Anufrievia cervena
Anufrievia cervena är en insektsart som beskrevs av Irena Dworakowska 1977. Anufrievia cervena ingår i släktet Anufrievia och familjen dvärgstritar. Inga underarter finns listade i Catalogue of Life.